# Anthousai
Anthousai (starořecky: Ανθούσαι ze slova ἄνθος ánthos znamenající “květiny, kvetoucí") je v řecké mytologii jedna z nymf květin. Je popisována jako krásná žena s vlasy podobné hyacintům.